# San Francesco d'Assisi (opera)
Saint François d'Assise (scènes franciscaines) (in italiano San Francesco d'Assisi (scene francescane)), è un'opera in tre atti e otto quadri composta da Olivier Messiaen. L'autore cominciò la stesura del libretto su commissione di Rolf Liebermann per l'Opéra Garnier. La composizione della musica impegnò l'autore dal 1975 al 1979 mentre l'orchestrazione dal 1977 al 1983. La partitura venne pubblicata dall'ottobre 1988 al luglio 1992.

## Ruoli
- L'Angelo (L'Ange) - soprano
- San Francesco (Saint François) - baritono
- Il Lebbroso (le Lépreux) - tenore
- Frate Leone (Frère Léon) - baritono
- Frate Masseo (Frère Massée) - tenore
- Frate Elia (Frère Elie) - tenore
- Frate Bernardo (Frère Bernard) - basso
- Frate Silvestro (Frère Sylvestre) - basso
- Frate Rufino (Frère Rufin) - basso
- Coro: I Frati (Les Frères), la voce di Cristo

## Trama
L'azione si svolge in Italia nel XIII secolo.

### Atto I

#### Quadro I: La croce
San Francesco spiega a Frate Leone per l'amore di Cristo deve sopportare con pazienza tutte le contraddizioni, tutte le sofferenze. Questa è la "perfetta letizia".

#### Quadro II: Le Laudi
Dopo la preghiera del Mattutino con i Fratelli, San Francesco rimane solo e prega Dio per poter conoscere un lebbroso ed essere in grado di amarlo.

#### Quadro III: Il bacio al lebbroso
In un lebbrosario un lebbroso, orribilmente macchiato di sangue e coperto di pustole, protesta contro la sua infermità. Francesco entra e, seduto accanto a lui, gli parla dolcemente.  Un angelo appare sotto la finestra e dice: "Lebbroso, il tuo cuore ti accusa, ma Dio è più grande del tuo cuore". Turbato dalla voce e dalla bontà di San Francesco, il lebbroso è pieno di rimorso. San Francesco lo abbraccia e miracolosamente il lebbroso guarisce e danza di gioia. Più importante della guarigione del lebbroso è la crescita della Grazia nell'anima di San Francesco e la sua gioia per aver trionfato su se stesso.

### Atto II

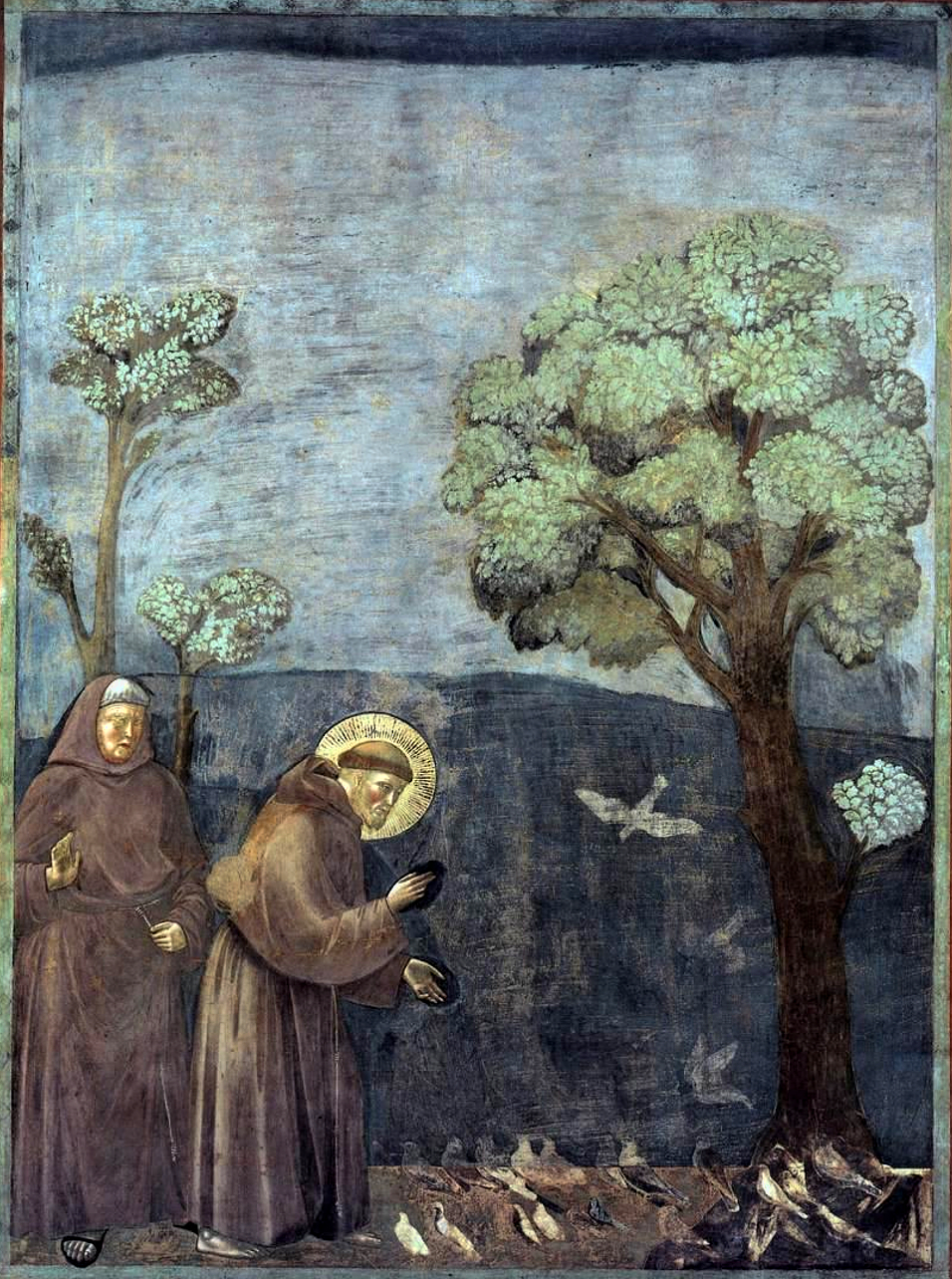
Giotto - Leggenda di San Francesco, Sermone agli uccelli.

#### Quadro IV: L'angelo viaggiatore
In una strada nella foresta di La Verna un angelo appare, travestito da un commesso viaggiatore. Bussa alla porta del monastero far rumore enorme, che simboleggia la venuta della Grazia. Frate Masseo apre la porta. L'Angelo fa a frate Elia, vicario dell'ordine, una domanda sulla predestinazione. Frate Elia si rifiuta di rispondere e spinge l'Angelo all'esterno. L'Angelo bussa alla porta di nuovo e fa la stessa domanda a frate Bernardo, il quale risponde con molta saggezza. Dopo che l'Angelo è andato, frate Bernardo e frate Masseo si guardano a vicenda, Bernard osserva: "Forse era un angelo ..."

#### Quadro V: L'angelo musicista
L'angelo appare a San Francesco per dargli un'anticipazione della beatitudine celeste, suona un assolo sulla sua viola. Il suono è così glorioso che Francesco sviene.

#### Quadro VI: Predica agli uccelli
Ad Assisi, presso Carceri vi è una grande quercia verde in primavera con sopra molti uccelli che cantano. San Francesco, seguito da frate Masseo, fa una predica agli uccelli e li benedice solennemente. Gli uccelli rispondono con un grande coro in cui non si sentono solo gli uccelli dell'Umbria, in particolare la capinera, tipica di Carceri, ma anche gli uccelli provenienti da altri paesi per esempio dall'Isola dei Pini, nei pressi della Nuova Caledonia.

### Atto III

#### Quadro VII: Le stigmate
La Verna, di notte, in una grotta sotto una roccia a strapiombo, san Francesco è da solo. Viene visualizzata una grande croce. La voce di Cristo, simboleggiato da un coro, si sente quasi continuamente. Cinque fasci di luce partono dalla Croce e colpiscono entrambe le mani, i piedi, e il lato destro di San Francesco, con lo stesso rumore enorme che ha accompagnato il bussare dell'Angelo. Queste cinque piaghe, le stigmate, che ricordano le cinque piaghe di Cristo, sono la conferma divina della santità di Francesco.

#### Quadro VIII: La Morte e la Nuova Vita
San Francesco sta morendo, steso a terra. I Fratelli sono tutto intorno a lui. Dice addio a tutti coloro che ha amato, e canta l'ultima strofa del suo Cantico delle creature, la strofa di "nostra Sorella morte corporale". I Fratelli cantano il Salmo 141. L'Angelo e il lebbroso appaiono a San Francesco per confortarlo. San Francesco pronuncia le sue ultime parole: « Musica e Poesia mi hanno condotto a Te: come immagine, come simbolo e come difetto di Verità [...]  abbagliami per sempre col tuo eccesso di Verità..." muore. Le campane suonano. Tutto scompare. Mentre il coro canta la Risurrezione, un raggio di luce illumina il luogo dove si trova il corpo di San Francesco. L'illuminazione aumenta fino a diventare insostenibile e accecante. Cala il sipario.

## Debutto
La prima rappresentazione dell'opera avvenne a Parigi, nell'Opéra, Salle Garnier, il 29 novembre 1983.

## Discografia
Esistono tre registrazioni integrali dell'opera più una quarta parziale.
| data              | 6-9/12/1983           | 22/8/1985                            | 28/9/1986              | 8/1998              |
| direttore         | Seiji Ozawa           | Lothar Zagrosek                      | Kent Nagano            | Kent Nagano         |
| orchestra         | Opéra di Parigi       | ORF Synphonieorchester               | Radio Synphonie Orkest | Hallé Orchestra     |
| coro              | Opéra di Parigi       | Coro dell'ORF/Arnold Schoenberg      | Nederlands Kamerkoor   | Arnold Schoenberg   |
| l'Angelo          | Christiane Eda-Pierre | Rachel Yakar                         | Maria Oran             | Dawn Upshaw         |
| San Francesco     | José van Dam          | Dietrich Fischer-Dieskau             | Philippe Rouillon      | José van dam        |
| il lebbroso       | Kenneth Riegel        | Kenneth Riegel                       | John Gilmore           | Chris Merritt       |
| frate Leone       | Michel Philippe       | Gilles Cachemaille                   | Phil Frohnmayer        | Urban Malmberg      |
| frate Masseo      | Georges Gautier       |                                      | Gérard Garino          | John Aler           |
| frate Elia        | Michel Sénéchal       | Robert Tear                          | Bruce Bruwer           | Guy Renard          |
| frate Bernardo    | Jean-Philippe Courtis | Sebastian Vittucci                   | Charles van Tassel     | Tom Krause          |
| frate Silvestro   |                       |                                      |                        | Akos Banlaky        |
| frate Rufino      |                       |                                      |                        | Dirk D'Ase          |
| casa discografica | Cybelia               | Orfeo                                | KRO Hilversum          | Deutsche Grammophon |
| registrazione     | dal vivo              | dal vivo (quadri III, VI, VII, VIII) | dal vivo               | dal vivo            |